# Microterys dimorphus
Microterys dimorphus är en stekelart som först beskrevs av Mercet 1921.  Microterys dimorphus ingår i släktet Microterys och familjen sköldlussteklar. Inga underarter finns listade i Catalogue of Life.